# Blaison-Saint-Sulpice
Blaison-Saint-Sulpice é uma comuna francesa na região administrativa da Pays de la Loire, no departamento de Maine-et-Loire. Estende-se por uma área de 24,35 km². Em 2010 a comuna tinha 1 299 habitantes (densidade: 53,3 hab./km²).
Foi estabelecida em 1 de janeiro de 2016 e consiste das antigas comunas de Blaison-Gohier e Saint-Sulpice.